# Trois Générations de Danjurō
Pour plus de détails, voir Fiche technique et Distribution.
Trois Générations de Danjurō (団十郎三代, Danjurō sandai) est un film japonais réalisé par Kenji Mizoguchi, sorti en 1944.

## Synopsis
Le petit-fils d'une famille d'acteurs réintègre sa famille en devenant à son tour acteur de kabuki.

## Fiche technique
- Titre original : 団十郎三代 (Danjurō sandai?)

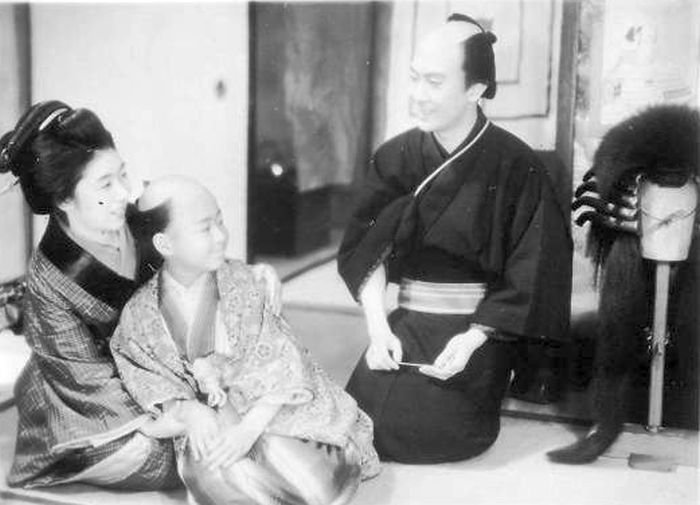
Scène du film avec Kinuyo Tanaka et Hiroyuki Nagato enfant

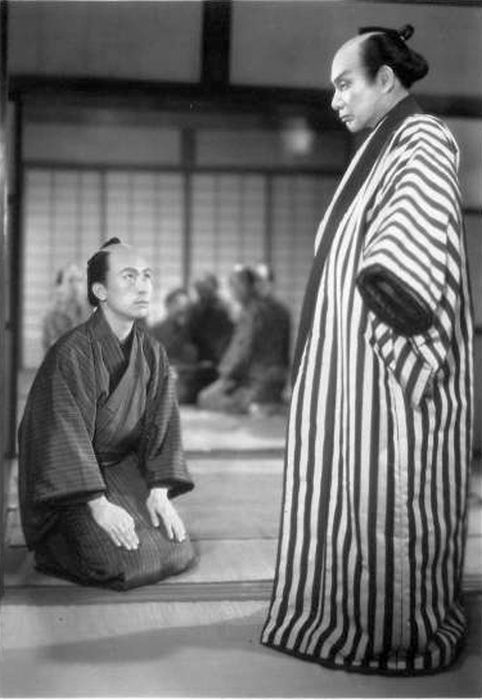
Scène du film

- Titre français : Trois Générations de Danjurō
- Réalisation : Kenji Mizoguchi
- Scénario : Matsutarō Kawaguchi, d'après un livre de Naozō Kagayama (ja)
- Photographie : Minoru Miki
- Musique : Gyo Saiki
- Producteur : Masahiro Makino
- Société de production : Shōchiku
- Pays d'origine :  Empire du Japon
- Langue originale : japonais
- Format : noir et blanc - 1,37:1 - son mono
- Genre : drame
- Durée : 65 minutes[1] (métrage : 8 bobines - 1783 m[1])
- Date de sortie :
  - Empire du Japon : 22 juin 1944[1]

## Distribution
- Kōtarō Bandō (ja) : Naokichi
- Toshiko Iizuka : Otame
- Gonjūrō Kawarazaki : Ebizo Ichikawa[2]
- Kinuyo Tanaka : Okano
- Machiko Kyō : Ohiro
- Tsukie Matsuura (ja) : Oken
- Hiroyuki Nagato (crédité sous le nom d'Akio Sawamura)